# James G. Scrugham
James Graves Scrugham (ur. 19 stycznia 1880, zm. 23 czerwca 1945) – amerykański polityk, czternasty gubernator Nevady oraz senator USA reprezentujący ten stan.
Urodził się Lexington w stanie Kentucky. Ukończył studia na Uniwersytecie Kentucky w 1906 roku. Był profesorem inżynierii na Uniwersytecie Nevady w latach 1903– 1917. Później do roku 1917, dziekan.
W latach 1919–1923 pracował jako stanowy komisarz. Gubernator od 1923 do 1927. Po zakończeniu kadencji, specjalny doradca Sekretariatu Architektury Rzeki Kolorado przy rozwoju projektów. W tym samym roku, wydawca Stanowego Dziennika Nevady do 1932 r.
W 1933 roku został kongresmenem z ramienia Partii Demokratycznej. Służył do 1942 r., kiedy to podał się do dymisji, by zostać senatorem. 3 listopada 1942 r., wybrany do senatu, by wypełnić wakat spowodowany śmiercią Berkeley Bunkera. Zmarł w San Diego w Kalifornii przed końcem własnej kadencji.